# بقر أباد (ميانة)
بقر أباد هي قرية في مقاطعة ميانة، إيران. عدد سكان هذه القرية هو 279 في سنة 2006.